# Złatoustowo
Złatoustowo (bułg. Златоустово) – wieś w południowej Bułgarii, w obwodzie Chaskowo, w gminie Madżarowo. Według danych Narodowego Instytutu Statystycznego, 31 grudnia 2012 roku wieś liczyła 78 mieszkańców.